# Ceawlin de Wessex
Ceawlin (también llamado "Ceaulin" o "Caelin" o "Celin") (muerto c. 593) fue un Rey de Wessex, en lo que es ahora el sudoeste de Inglaterra. Hijo de Cynric de Wessex, y nieto de Cerdic de Wessex, quien es considerado como el primer Rey de Wessex. 
No existen muchos datos concretos acerca de su reinado, pero es posible que en esos años Wessex haya visto expandirse su territorio. Esto concuerda con el historiador Beda el Venerable, quien en su obra Historia ecclesiastica gentis Anglorum reconoce a Ceawlin como uno de los ocho "bretwaldas", que es el nombre que los anglosajones les daban a aquellos monarcas que habían logrado una supremacía temporal sobre los demás reinos. 
Ceawlin murió en 593 y había sido depuesto el año anterior, posiblemente por su sucesor, Ceol.